# Relaciones Chile-Grecia
Las relaciones Chile-Grecia o relaciones greco-chilenas se refieren a las relaciones internacionales entre la República de Chile y la República Helénica. La diáspora griega en Chile tiene aproximadamente 100 mil descendientes directos, y es una de las cinco comunidades de descendientes más grandes del mundo.

## Historia
Durante el combate naval de Iquique, en medio de la guerra del Pacífico, cinco ciudadanos griegos al servicio de la Armada de Chile fueron tripulantes de la Corbeta Esmeralda hasta el día de su hundimiento.
Los vínculos entre ambos países se vieron fuertemente estrechados con la masiva inmigración griega en Chile iniciada a comienzos del siglo XX, radicándose mayoritariamente en las ciudades costeras de Antofagasta, La Serena y Valparaíso. Este flujo migratorio trajo consigo la creación de una colectividad griega presente en Chile hasta la actualidad y expresada a través de diversas instituciones socioculturales, como también la fundación de la Iglesia ortodoxa griega de los Santos de Constantino y Elena, el primer templo de este credo en el país, ubicado en la Avenida Grecia de la capital chilena, nombrada así en homenaje a las buenas relaciones entre estos dos países. 
En 1968 se fundó el Centro de Estudios Griegos, Bizantinos y Neohelénicos de la Universidad de Chile, que tiene dentro de sus objetivos la publicación de artículos, investigación y difusión de la cultura e historia de la nación balcánica en el país sudamericano. 
De acuerdo al Instituto Nacional de Estadísticas de Chile, en 2005 había 612 personas de nacionalidad chilena residiendo en Grecia (entre expatriados nacidos en Chile e hijos de chilenos), debido a la baja tasa de emigración chilena, es una de la cuarenta mayores comunidades de chilenos en el mundo.

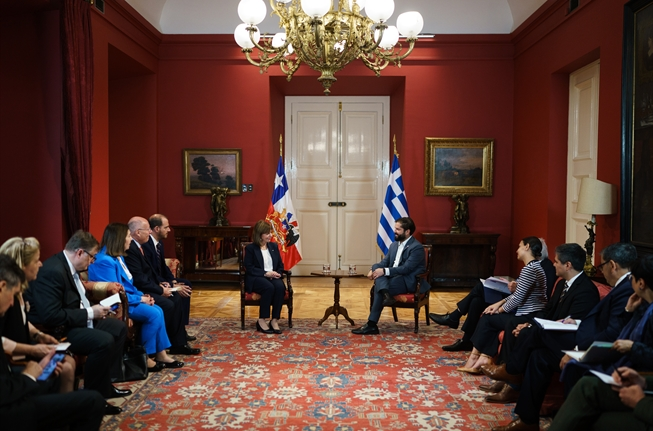
Visita oficial a la Presidenta de Grecia, Katerina Sakellaropoulou al Presidente de Chile, Gabriel Boric, en abril de 2024

En abril de 2024, la presidenta de Grecia, Katerína Sakellaropoúlou, realizó una visita oficial a Chile, donde fue recibida por el presidente Gabriel Boric, siendo la primera vez que un Jefe de Estado del país helénico visitaba Chile. En la ocasión, ambos países firmaron el convenio que permite el trabajo remunerado de cónyuges del personal diplomático y consular, y un memorándum de entendimiento en materias de cooperación cultural.

## Relaciones económicas
Las relaciones comerciales greco-chilenas se rigen por el Acuerdo de Asociación Económica (AAE) que en 2002 Chile suscribió con la Unión Europea y que entró en vigencia a partir del 1 de febrero de 2003. Adicionalmente, existe con anterioridad un "Acuerdo para la Promoción y la Mutua Protección de las Inversiones" entre los gobiernos chileno y griego suscrito el 10 de julio de 1996. Ambos son Estados miembros de la Organización para la Cooperación y el Desarrollo Económicos (OCDE).
En 2023, el intercambio comercial entre ambos países ascendió a los 93 millones de dólares estadounidenses, lo que supuso un 5,7% de crecimiento promedio anual en los últimos cinco años. Los principales productos exportados por Chile fueron cátodos de cobre, aceites de pescado, mejillones y nueces, mientras que Grecia exportó mayoritariamente generadores fotovoltaicos, medicamentos y carbonato de calcio.
En turismo, los ciudadanos griegos y chilenos pueden ingresar libremente de un país en el otro desde que Chile se incorporó a la exención de visa por 90 días dentro de 180 días dentro del espacio de Schengen, al cual Grecia como Estado miembro de la Unión Europea se encuentra adherido, por su parte, el gobierno chileno aplicando el principio de reciprocidad, otorga la exención por 90 días a los ciudadanos griegos.

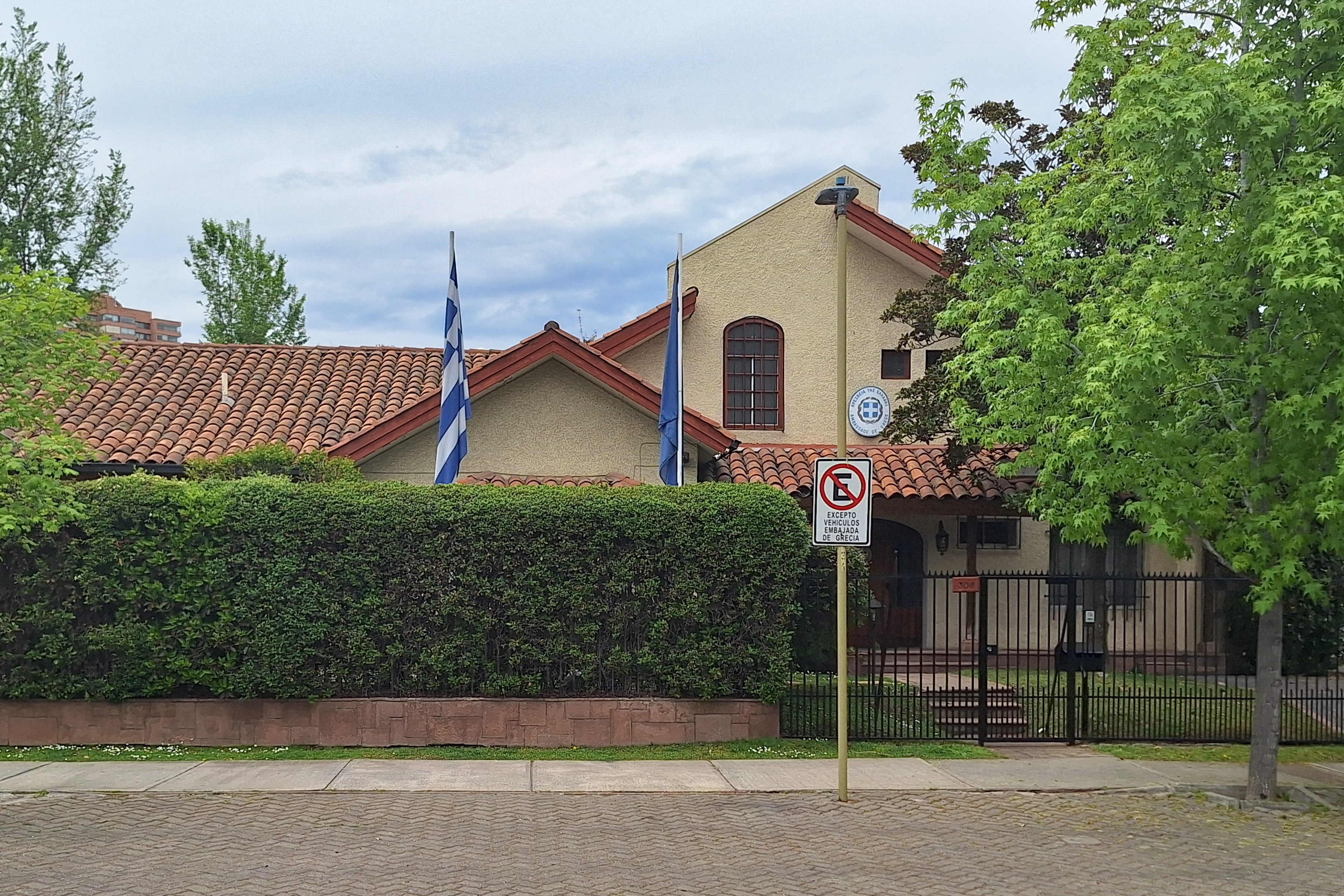
Embajada de Grecia en Santiago de Chile

## Misiones diplomáticas
Las relaciones diplomáticas recíprocas fueron suspendidas a nivel de embajadas como reacción al golpe de Estado en Chile de 1973, restableciéndose en 1992:
- Chile tiene una embajada en Atenas y consulados honorarios en Creta, El Pireo, Kalamata y Tesalónica.[5]
- Grecia tiene una embajada en Santiago de Chile y consulados honorarios en Antofagasta y Valparaíso.[6]

## Acuerdos y tratados bilaterales
Chile y Grecia han suscrito numerosos acuerdos en distintas áreas de interés común, entre los que destacan: 
- Acuerdo Cultural entre Chile y Grecia (Atenas, 14 de mayo de 1962).
- Acuerdo de Turismo (Santiago de Chile, 15 de septiembre de 1994).
- Acuerdo de Cooperación Económica, Científica y Tecnológica (Santiago de Chile, 15 de septiembre de 1994).
- Protocolo de Consulta entre Ministerios de Relaciones Exteriores (Atenas, 10 de julio de 1996).